# Adamite (minéral)
Pour les articles homonymes, voir Adamite.
L'adamite est une espèce minérale composée d'arséniate de zinc de formule Zn2AsO4OH. Elle peut contenir des traces de cuivre ou de cobalt. L'adamite est dimorphe avec la paradamite triclinique. L'adamite forme une série avec l'olivénite.

## Inventeur et étymologie
Décrite par Charles Friedel en 1866, dédiée au minéralogiste français Gilbert Joseph Adam qui a fourni les échantillons découverts en 1866 dans la mine de Chañarcillo au Chili.

## Topotype
Chañarcillo, Province de Copiapó, Atacama, Chili.

## Cristallographie
- Groupe d'espace : Pnnm
- Paramètres de la maille conventionnelle : a = 8,306, b = 8,524, c = 6,043, Z = 4 ; V = 427,85
- Densité calculée = 4,45

## Gîtologie
L'adamite est un minéral secondaire des dépôts de zinc et d'arsenic.

## Variétés
Des traces de cuivre lui donnent la couleur verte, ou de manganèse la couleur violette.
- Alumino Adamite de couleur bleue, retrouvée dans les mines du Laurion, Attique, Grèce[5], mais aussi à Ightem, Bou Azzer Ouarzazate, Souss-Massa-Draâ, Maroc[6].
- Cobaltoadamite (Cobaltoan Adamite) de couleur rouge vif. Trouvée en France (Le Pradet, Mine de Cap Garonne)[7]; en Allemagne (Carrière Rohdenhaus, Rohdenhaus, Westphalie)[8]; en Grèce dans les mines du Laurion ; en Espagne, dans la mine Cogolla Alta, Belalcázar, Cordoue[9]; enfin en Namibie à Tsumeb[10].
- Cuproadamite (Cuprian Adamite) de couleur vert émeraude. Très nombreuses occurrences dans le monde.
- Manganoadamite (Manganoan Adamite) de couleur améthyste. Trouvée au Mexique à Ojueal.
- Nickel Adamite (Nickeloan Adamite) : très petits cristaux vert-jaune vif trouvés dans une seule occurrence dans une des mines du Laurion en Grèce.

## Minéraux associés
- Argent, chlorargyrite, limonite (Chañarcillo, Chili)
- Calcite, hémimorphite, legrandite, limonite, lotharmeyerite, mimétite, smithsonite (Ojuela, Mexique).
- Austinite	, azurite, calcite, malachite, mimétite, olivénite, scorodite (Le Pradet, Cap Garonne, France)

## Gisements remarquables
Chili
- Chañarcillo, Province de Copiapó, Atacama[11].

 France
- La Verrière, Monsols, Rhône. Ancienne mine d'argent aujourd'hui recouverte par la forêt[12].
- Mine de Cap Garonne, Le Pradet, Var, Provence-Alpes-Côte d'Azur. Ancienne mine très riche en espèces secondaires; aujourd'hui érigée en musée[13].
- Mine  Pech Cardou, Montferrand, Rennes-les-Bains, Couiza, Aude, Languedoc-Roussillon[14].

 Grèce
- Le district minier du Laurium, Attique,. Très nombreuses occurrences locales contenant de grandes richesses en espèces minérales secondaires, notamment pour les composés du nickel[15].

 Mexique
- Mines du district minier d'Ojuela, Mapimí, Durango, Mexique. District minier très étendu ayant donné les plus beaux échantillons de collection[16].

 Namibie
- Mine de Tsumeb, variété cuprifère.

## Galerie

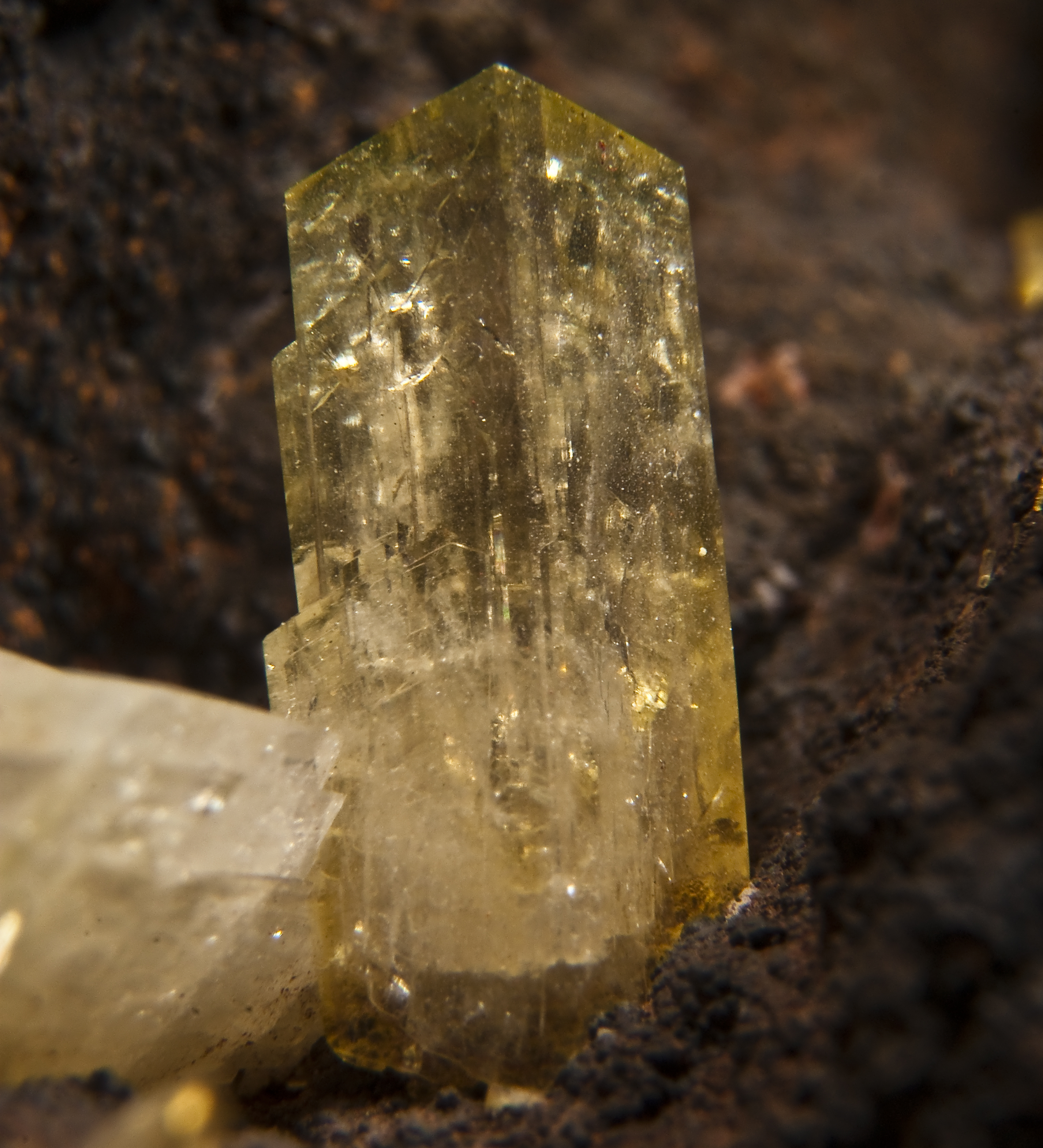
Monocristal- Mine d'Ojuela, Mexique (1 cm)
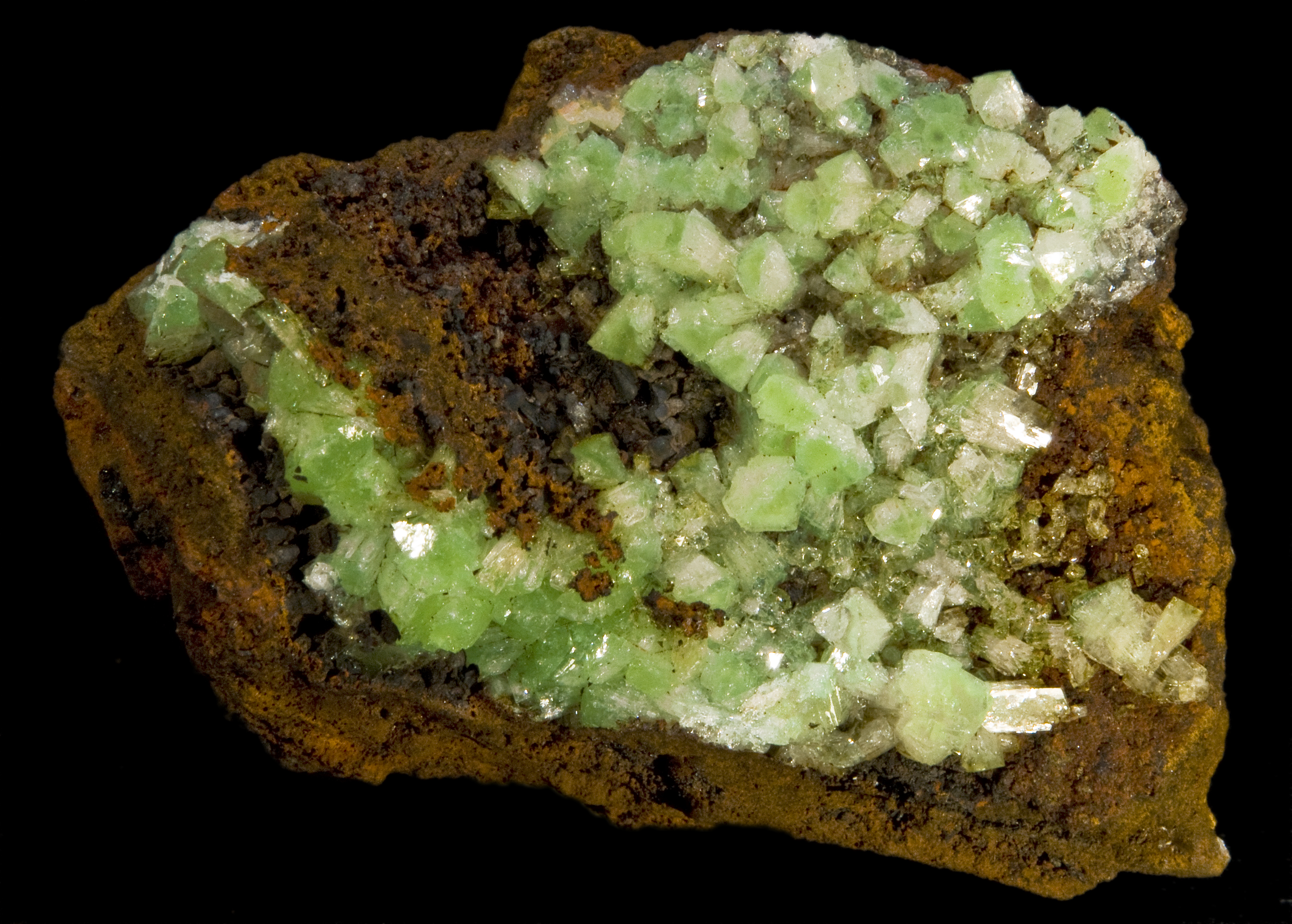
Cuproadamite - Mine d'Ojuela, Mexique (7.5x 4,8 cm)
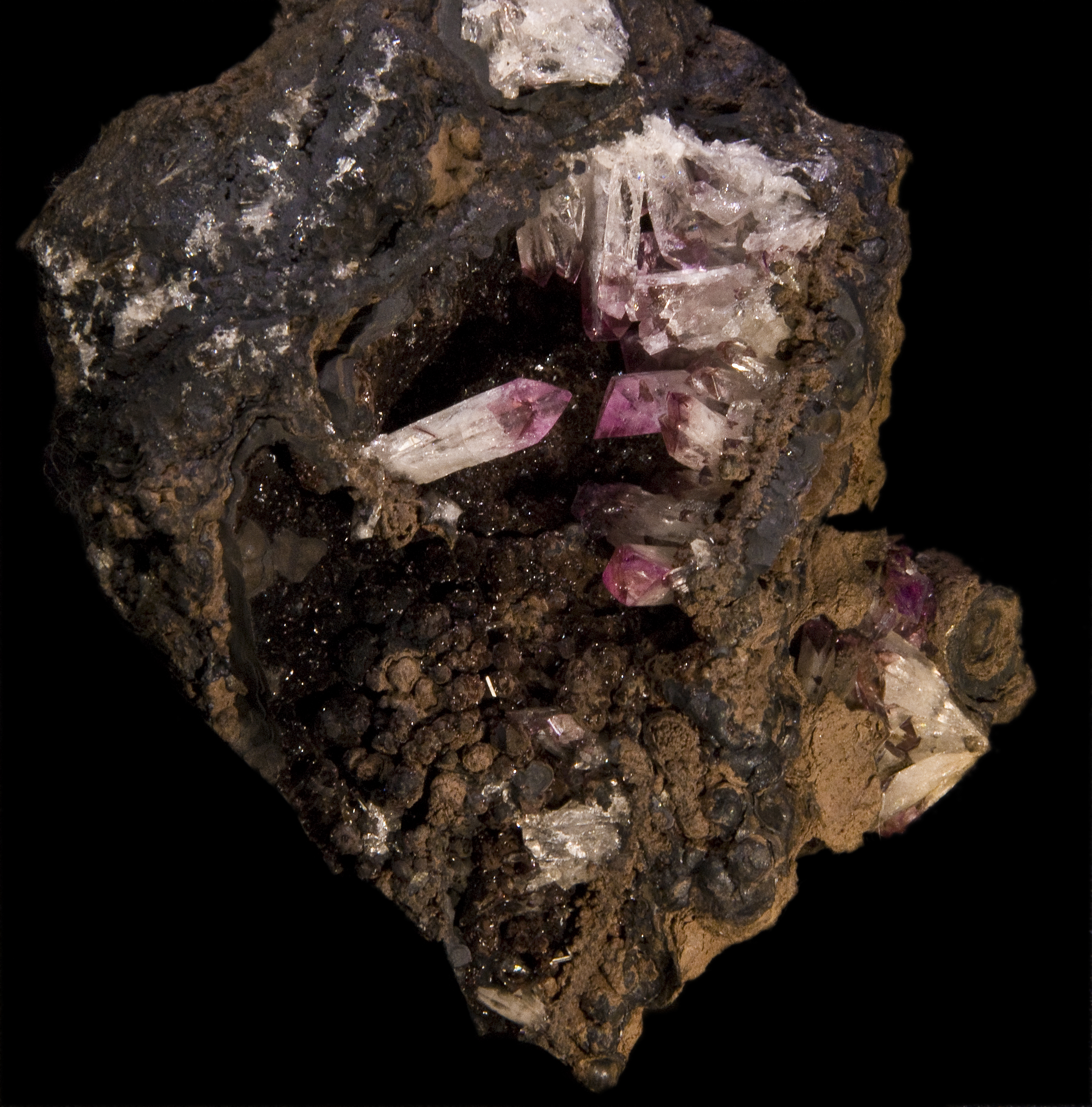
Manganoadamite - Mine d'Ojuela, Mexique (6.5x 6 cm)
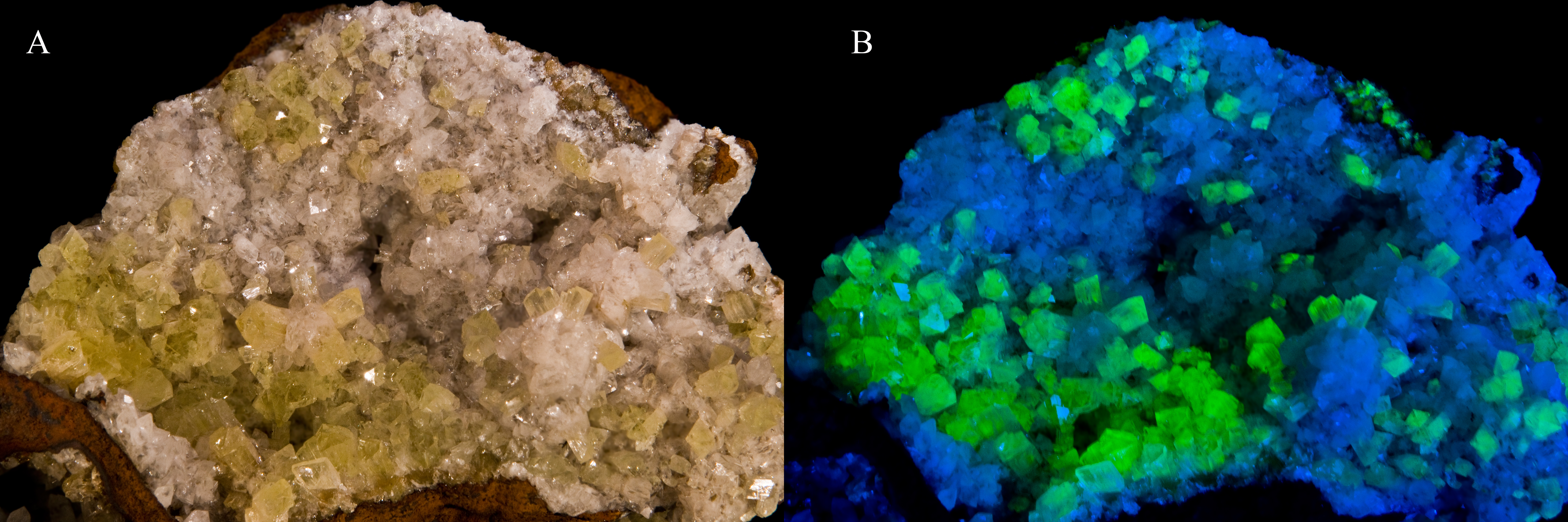
Adamite sur Hémimorphite - Mine d'Ojuela, Mexique (11x 7 cm) -A:Lumière du jour B: Ultraviolet